# Swæfheard
Swæfheard (auch Suaebhard, Sueaberdus, Suebeard, Suebhard, Webheard, Wæbheard, Swaberht) war von 687/688 bis 692/694 König des angelsächsischen Königreichs Kent.
Es besteht Unsicherheit darüber, ob der nur aus der Charta S11 bekannte König Swaberht (Swæberht, Suabertus; fl. 685/695) mit Swæfheard identisch ist, oder ob es sich um einen weiteren Herrscher handelt. Einige Historiker halten Swæfheard und Swæfred, der von 694 bis 704/709 in Essex herrschte, für dieselbe Person.

## Leben

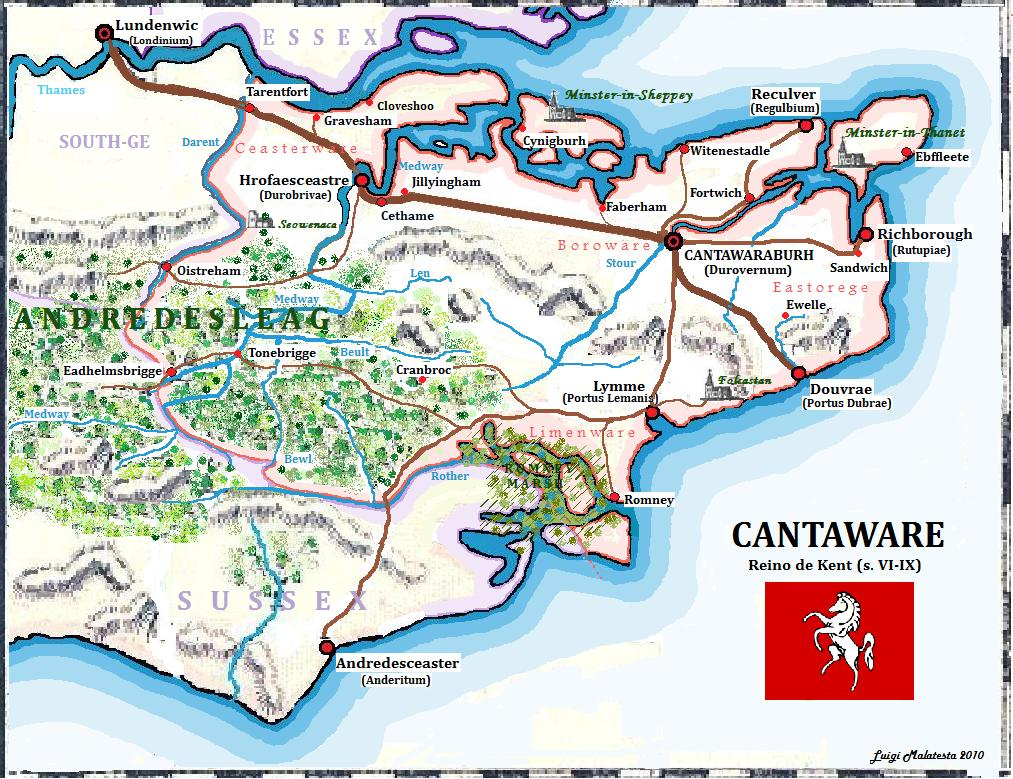
Kent in angelsächsischer Zeit

Swæfheards Vater war Sebbi, der König von Essex. Der Name seiner Mutter ist unbekannt. Gegen Ende der 680er Jahre erlangte Sebbi die Herrschaft über die westlichen Teile von Kent und setzte dort 687/688 seinen Sohn Swæfheard als König ein. Beda Venerabilis zählte ihn zu der Reihe der reges dubii vel externi („zweifelhafte und ausländische Könige“), die seit 686 in Kent herrschten. Westkent wurde wohl als Unterkönigreich von Essex aufgefasst. Swæfheards Brüder Sigeheard und Swaefred scheinen bereits um diese Zeit an der Herrschaft in Essex beteiligt gewesen zu sein, da sie Chartas als rex (König) unterschrieben.
Im Ostteil Kents herrschte Oswine (688–690/691) mit dem Swæfheard ein friedliches und gleichberechtigtes Miteinander führte. Darauf weisen Dokumente hin, welche die Unterschriften beider Könige, wechselseitig als Aussteller und Zeuge, tragen. Möglicherweise verdankten beide ihre Position Æthelred von Mercia, der ihre Chartas bestätigte.
Im „zweiten Jahr seiner Herrschaft“ (689) übertrug Swæfheard umfangreiche Ländereien in Sudaneie (Isle of Thanet) und bei Sturgeh (Sturry bei Canterbury) an die Äbtissin Æbbe des Klosters Minster-in-Thanet um die „Erlösung seiner Seele“ und „Vergebung seiner Sünden“ zu erlangen. Weitere Ländereien vergab er 687/691 an Ecgbald, den Abt von Medeshamstede (Peterborough), zu „ewigem Besitz“. 690 oder 691 stürzte Wihtred, der Bruder des letzten „rechtmäßigen“ Königs Eadric, seinen Verwandten Oswine vom Thron und herrschte seitdem über den Osten Kents. Der Westen Kents verblieb allerdings zunächst unter der Oberherrschaft von Essex und wurde von Swæfheard verwaltet. Wihtred war nach einer Reihe sehr kurzlebiger Regierungen wieder eine längere Amtszeit beschert. Beda Venerabilis schrieb, dass im Jahr 692 zwei Könige, Swæfheard und Wihtred, in Kent herrschten. Vermutlich unternahm Wihtred zwischen 692 und 694 einen Feldzug gegen Mercia und Essex, vertrieb Swæfheard, der aus den Quellen verschwand, rückte über die Themse vor und wurde alleiniger Herrscher Kents.